# Paola Binetti

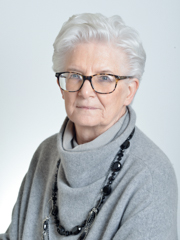
Paola Binetti (2018)

Paola Binetti (* 29. März 1943 in Rom) ist eine italienische Politikerin und Psychiaterin.

## Leben
Paola Binetti schloss 1967 ihr Studium der Medizin und Chirurgie an der Katholischen Universität vom Heiligen Herzen in Rom ab. 1969 spezialisierte sie sich auf Medizinpädagogik und im folgenden Jahr an der Universität Navarra auf Psychologie und Psychiatrie. Im Jahr 1973 spezialisierte sie sich an der Universität La Sapienza auf Kinderneuropsychiatrie und Klinische Psychologie. Im Jahr 1991 erfolgte an der Päpstlichen Universität Santa Croce eine pädagogisch-didaktische Spezialisierung.
Von 1972 bis 1975 arbeitete Binetti für die Provinz Mailand. Anschließend leitete sie ein Orientierungszentrum für Jugendliche des Vereins „Famiglia e Scuola“. Seit 1991 war sie an der Gründung und Organisation der Università Campus Bio-Medico beteiligt. Dort leitet sie die Abteilung Bildungsforschung und Lehre. Von 1999 bis 2001 war sie als wissenschaftliche Mitarbeiterin im Bereich Medizingeschichte tätig, ehe sie 2001 außerordentliche Professorin wurde. Bis 2000 lehrte sie Psychologie und Pädagogik, später dann Medizingeschichte, Medizingeschichte und Medizinphilosophie sowie Medizinethik.
Seit 2004 ist Binetti Präsidentin der Italienischen Gesellschaft für Medizinpädagogik und Mitglied zahlreicher wissenschaftlicher Gesellschaften sowie Redakteurin und Mitglied der Redakteursvertretung mehrerer Fachzeitschriften; von 2002 bis 2006 war sie Mitglied des Nationalen Bioethikausschusses. Außerdem war sie Präsidentin des Komitees für Wissenschaft und Leben, das sich erfolgreich für die Stimmenthaltung beim Referendum zur Aufhebung des Gesetzes 40/2004 (Gesetz zur Regelung des Zugangs zu Techniken der künstlichen Befruchtung) eingesetzt hat. Sie ist in verschiedenen Verbänden und Institutionen tätig und hat zahlreiche wissenschaftliche Artikel in Fachzeitschriften veröffentlicht.

## Politik

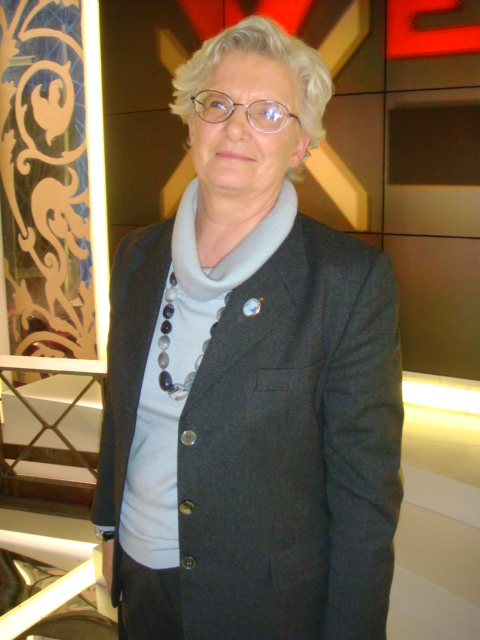
Paola Binetti (2008)

Bei den Parlamentswahlen 2006 wurde Binetti Senatorin für die Partei Democrazia è Libertà – La Margherita. Als Vertreterin der der katholischen Kirche nahestehenden Mitte-Links-Partei wurde Paola Binetti von dem eher säkularen Teil ihrer Koalition als wenig unabhängig vom Vatikan angesehen, so dass sie als politischer verlängerter Arm von Kardinal Camillo Ruini und der italienischen Bischofskonferenz fungiere.
Nachdem Binetti bei den Parlamentswahlen 2008 im Wahlkreis Lombardei 2 als Abgeordnete der Partito Democratico wiedergewählt worden war, erklärte sie im Januar 2010, nachdem ihre Partei die Kandidatur von Emma Bonino für die Präsidentschaft der Region Latium unterstützt hatte, dass die PD „in ihrer Aufgabe, bestimmte Werte und Grundsätze zu bekräftigen, gescheitert ist“, was darauf hindeutete, dass sie ernsthaft darüber nachdachte, sich einer neuen politischen Vereinigung der Mitte anzuschließen. Am 14. Februar 2010 gab sie bekannt, dass sie aus der PD ausgetreten und der Unione di Centro beigetreten sei, obwohl sie lange zuvor einen Beitritt zur UdC wegen des früheren Bündnisses zwischen den Parteien von Pier Ferdinando Casini und Silvio Berlusconi abgelehnt hatte. Einige Tage nach ihrem Beitritt zur UdC kandidierte sie auf Wunsch der Partei für die Präsidentschaft der Region Umbrien, erhielt 5,06 % der Stimmen und wurde zur Regionalrätin gewählt.
Bei den Parlamentswahlen 2013 kandidierte Binetti als Spitzenkandidatin der Unione di Centro in den Wahlkreisen Latium 1 und Ligurien für die Abgeordnetenkammer. Im Wahlkreis Latium 1 wurde sie als Abgeordnete für die 17. Legislaturperiode gewählt.
In der Abgeordnetenkammer gehörte sie zusammen mit den anderen sieben gewählten Mitgliedern der UdC von Beginn der Legislaturperiode bis zum 10. Dezember 2013 der Fraktion der Scelta Civica an (mit der die UdC bei den Parlamentswahlen ein Wahlbündnis eingegangen war), wechselte dann zur Fraktion Per l’Italia – Centro Democratico (vom 10. Dezember 2013 bis zum 16. Dezember 2014) und schließlich, nach dem parlamentarischen Bündnis mit Angelino Alfanos Partei Nuovo Centrodestra, zur Fraktion Area Popolare (vom 16. Dezember 2014 bis zum 7. Dezember 2016). Am 7. Dezember 2016 verließ sie zusammen mit den anderen vier Abgeordneten der Unione di Centro nach dem Bruch des politischen Bündnisses zwischen der UdC und der NCD die Fraktion Area Popolare und wechselte zur Gemischten Fraktion.
Bei den Parlamentswahlen 2018 wurde Binetti für die Mitte-Rechts-Koalition (für die UdC) mit 30,45 % der Stimmen knapp vor Mauro Vaglio von Movimento 5 Stelle (30,23 %) und Giuseppina Maturani von der Mitte-Links-Koalition (28,93 %) im Einpersonenwahlkreis Lazio 03 (Rom – Portuense) in den Senat der Republik gewählt. Zusammen mit zwei anderen Senatoren der UdC schloss sie sich der Fraktion der Forza Italia an. Im Dezember 2019 gehörte Binetti zu den 64 Unterstützern des Referendums über die Verkleinerung des Parlaments. Am 26. Mai 2021 wurde sie zur Sekretärin des Senats der Republik gewählt.
Bei den Parlamentswahlen 2022 kandidierte Binetti im Einpersonenwahlkreis Trentino-Südtirol 04 (Brixen) für die Abgeordnetenkammer, wo sie 10,40 % der Stimmen erhielt und von Renate Gebhard von der SVP (57,41 %) und Franz Ploner von der Mitte-Links-Koalition (19,64 %) überholt wurde, sowie als Spitzenkandidatin von Noi moderati, einer Liste, die sich aus UdC, Noi con l’Italia, Italia al Centro und Coraggio Italia zusammensetzt, im Mehrpersonenwahlkreis Piemont 1 – 02, wurde aber nicht gewählt, da das Bündnis die 3-Prozent-Hürde nicht erreichte.

## Publikationen
- Paola Binetti: Riflessioni sul significato del dolore negli insegnamenti del Beato Josemaría Escrivá. In: Annales Theologici 9 (1995), S. 409–443.
- Paola Binetti, Caterina Flora, Flavia Ferrazzoli: Ho paura. Che cosa spaventa i bambini: un modo per conoscere e capire le loro paure, Ma. Gi., Rom, 1999.
- Paola Binetti (a cura di): Il tutorato. Modelli ed esperienze nella didattica universitaria, Società Editrice Universo, Rom, 1999.
- Paola Binetti: Persona, paziente, cliente, Società Editrice Universo, Rom, 2000.
- Paola Binetti, Maria Grazia De Marinis: La prospettiva pedagogica nella Facoltà di Medicina, Società Editrice Universo, Rom, 2002.
- Paola Binetti, Rosa Bruni: Il Counseling in prospettiva multimodale, Ma.Gi., Rom, 2003.
- Paola Binetti, Rossana Alloni: Modi e modelli del tutorato. La formazione come alleanza, Ma. Gi., Rom, 2004.
- Paola Binetti: Educazione medica al bivio. Cosa cambia con il nuovo Esame di Stato, Rom, Critical Medicine Publishing, 2004.
- Paola Binetti, Maria Grazia De Marinis: Il dolore narrato: pagine di letteratura, Rom, Critical Medicine Publishing, 2005.
- Paola Binetti, Paola Bignardi: Le frontiere della vita, Ed. La Scuola, 2007.
- Paola Binetti, Luisella Battaglia, M. Rosaria Costanzo: Diritti delle donne, diritti umani. Voci di donne, Editori Riuniti, 2009.
- Paola Binetti: La famiglia tra tradizione e innovazione, Ma.Gi., 2009
- Paola Binetti: La vita è uguale per tutti. La legge italiana e la dignità della persona, Mondadori, 2009.
- Paola Binetti e altri autori: Medical Education: luci ed ombre, Ed. Arco di Giano, 2010.
- Paola Binetti: Il consenso informato, Edizioni Ma. Gi., Rom, 2010.
- Paola Binetti: Etica & Democrazia. Il contributo dei cattolici alla politica, Lindau, Turin, 2012.
- Paola Binetti: Quando il gioco non è più un gioco, Edizioni Magi, 2012.
- Paola Binetti: Maternità surrogata: un figlio a tutti i costi, Edizioni Magi, 2016.
- Paola Binetti: In principio era la relazione, il rapporto con se stessi e gli altri nell’esperienza politica, Edizioni Magi, 2019.
- Paola Binetti: La leadership femminile. Modelli e qualità oltre le quote rosa, Edizioni Magi, 2020.
- Paola Binetti: Abili, disabili, ma tutti diversamente abili. Cosa sta cambiando nell’ottica dei diritti umani, Edizioni Magi, 2021.
- Paola Binetti: Elogio della moderazione nella moderna dialettica politica, Edizioni Cantagalli, 2021.